# غرومان غلف ستريم الثانية
 غرومان غلف ستريم الثانية (بالإنجليزية: Grumman Gulfstream II)‏ أو غلف ستريم الثانية (بالإنجليزية: Gulfstream II)‏ أو (جي-II) (بالإنجليزية: G-II)‏ هي طائرة رجال الأعمال ذات محركين. أنتجت عام 1979 في الولايات المتحدة من قبل غرومان ومن ثما بواسطة غلف ستريم الفضائية